# Cratere Eila
Eila  è un cratere sulla superficie di Venere.